# Syndrome sticky-shed
 (octobre 2019).
Si vous disposez d'ouvrages ou d'articles de référence ou si vous connaissez des sites web de qualité traitant du thème abordé ici, merci de compléter l'article en donnant les références utiles à sa vérifiabilité et en les liant à la section « Notes et références ».
Le syndrome sticky-shed (syndrome du collant (ou gluant)) est une condition créée par la détérioration des liants d'une bande magnétique, qui maintient le revêtement magnétisable en oxyde de fer sur son support en plastique, ou qui maintient le revêtement arrière plus fin à l'extérieur de la bande.
Cette détérioration rend la bande inutilisable.
Certains types de liants se décomposent avec le temps, en raison de l'absorption d'humidité (hydrolyse).